# Третье правительство Шотана
Третье правительство Шота́на — кабинет министров, правивший Францией 199 дней, с 29 июня 1937 года по 14 января 1938 года, в период Третьей французской республики, в следующем составе:
- Камиль Шотан — председатель Совета министров — радикал;
- Леон Блюм — вице-председатель Совета Министров — социалист;
- Ивон Дельбос — министр иностранных дел — радикал;
- Эдуар Даладье — министр национальной обороны и войны — радикал;
- Маркс Дормуай — министр внутренних дел — социалист;
- Жорж Бонне — министр финансов — радикал;
- Андре Феврье — министр труда — социалист;
- Венсан Ориоль — министр юстиции — социалист;
- Сезар Кампинши — морской министр — радикал;
- Пьер Кот — министр авиации — радикал;
- Жан Зей — министр национального образования — радикал;
- Альбер Ривье — министр пенсий — социалист;
- Жорж Монне — министр сельского хозяйства — радикал;
- Морис Моте — министр колоний — социалист;
- Анри Кёй — министр общественных работ — радикал;
- Марк Рукар — министр здравоохранения — радикал;
- Жан-Батист Леба — министр почт, телеграфов и телефонов — социалист;
- Фернан Шапсаль — министр торговли;
- Поль Фор (политик) — государственный министр — социалист;
- Морис Виоллетт — государственный министр;
- Альбер Сарро — государственный министр — радикал;
- Лео Лагранж — заместитель государственного секретаря по спорту, досугу и физической культуры — действующий подобно министру спорта — социалист.